# カーティス・ダンカン
カーティス・ダンカン（Curtis Duncan 1965年1月26日- ）はミシガン州デトロイト出身のアメリカンフットボール選手。ポジションはワイドレシーバー。

## 経歴
ノースウェスタン大学で1983年から1986年まで4シーズンプレーした。
1987年のNFLドラフト10巡でヒューストン・オイラーズに指名された。
オイラーズでは、アーネスト・ギビンズ、ヘイウッド・ジェフリーズ、ドリュー・ヒルとともにウォーレン・ムーン率いるランアンドシュートオフェンスのターゲットとなった。
1年目の1987年は、13回のレシーブで5TDをあげた。またキックオフリターンで、AFC6位の平均19.5ヤードを記録した。
1990年は、AFC7位となる66回のレシーブで785ヤードを獲得した。この年Fab Fourと呼ばれたダンカン、ギビンズ、ジェフリーズ、ヒルの4人はいずれも65レシーブ以上を獲得したが、これはNFL史上初の記録であった。
1992年、10月18日のデンバー・ブロンコス戦では5回のレシーブで自己ベストの133ヤードを獲得した。この年82回のレシーブで954ヤードを獲得しプロボウルに選ばれた。バッファロー・ビルズとのワイルドカードプレーオフでは、26ヤードのTDレシーブを含む8レシーブをあげた。1993年シーズン終了後、現役を引退した。
オイラーズでは歴代7位の322回のレシーブで3,935ヤードを獲得、20TDをあげた。
2010年にはヒューストン・テキサンズの大使を務めた。

## 人物
優れたディープスリートであり、正確なルートランニング、密集でのキャッチ能力も優れていた。